# Nikita (tv-serie)
 For alternative betydninger, se Nikita. (Se også artikler, som begynder med Nikita)
Nikita er en tv-serie som er baseret på den tidligere canadisk tv-serie La Femme Nikita som blev skabt af Joel Surnow.
Hovedpersonen, der har givet navn til serien, er tidligere agent i en privat organisation, der udfører drab på bestilling. Hun har brudt med organisationen efter, at hendes kæreste blev slået ihjel. Serien består af episoder, hvor Nikita forsøger at sabotere organisationens fortsatte virksomhed og at skaffe materiale, der kan stoppe den. Til sin hjælp har hun i organisationen fået "plantet" en medhjælper, der oplyser hende om igangsatte aktioner.

## Figurer i serien
- Maggie Q
- Shane West
- Lyndsy Fonseca
- Aaron Stanford
- Melinda Clarke
- Tiffany Hines
- Dillon Casey

| Skuespiller      | Karakter                | Sæsoner         | Sæsoner         | Sæsoner         | Sæsoner         |                 |
| Skuespiller      | Karakter                | 1               | 2               | 3               | 4               |                 |
| Maggie Q         | Nikita Mears            | Main            | Main            | Main            | Main            |                 |
| Shane West       | Michael Bishop          | Main            | Main            | Main            | Main            |                 |
| Lyndsy Fonseca   | Alexandra "Alex" Udinov | Main            | Main            | Main            | Main            |                 |
| Aaron Stanford   | Seymour Birkhoff        | Main            | Main            | Main            | Main            |                 |
| Melinda Clarke   | Hellen "Amanda" Collins | Main[b]         | Main[b]         | Main[b]         | Main[b]         |                 |
| Ashton Holmes    | Thom                    | Main[a]         |                 |                 |                 |                 |
| Tiffany Hines    | Jaden                   | Main[a]         |                 |                 |                 |                 |
| Xander Berkeley  | Percival "Percy" Rose   | Main            | Main            |                 |                 |                 |
| Dillon Casey     | Sean Pierce             |                 | Main[c]         | Main[c]         |                 |                 |
| Noah Bean        | Ryan Fletcher           | Tilbagevendende | Tilbagevendende | Main            | Main            |                 |
| Devon Sawa       | Owen Elliot             | Tilbagevendende | Tilbagevendende | Main[b]         | Main[b]         |                 |
| Lyndie Greenwood | Sonya                   |                 | Tilbagevendende | Tilbagevendende | Tilbagevendende | Tilbagevendende |

Noter
a↑ Ashton Holmes og Tiffany Hides var på tilbagevendende status under piloten, før de bliver regelmæssige i serien i den anden episode.

b↑ Melinda Clarke og Devon Sawa var ikke krediteret sammen med de øvrige medvirkende som main karakter i de første tre episoder af sæson 3.

c↑ Dillon Casey var på tilbagevendende status for de første syv episoder af anden sæson, før han bliver en serie regelmæssige i episode otte.